# Ivanovo

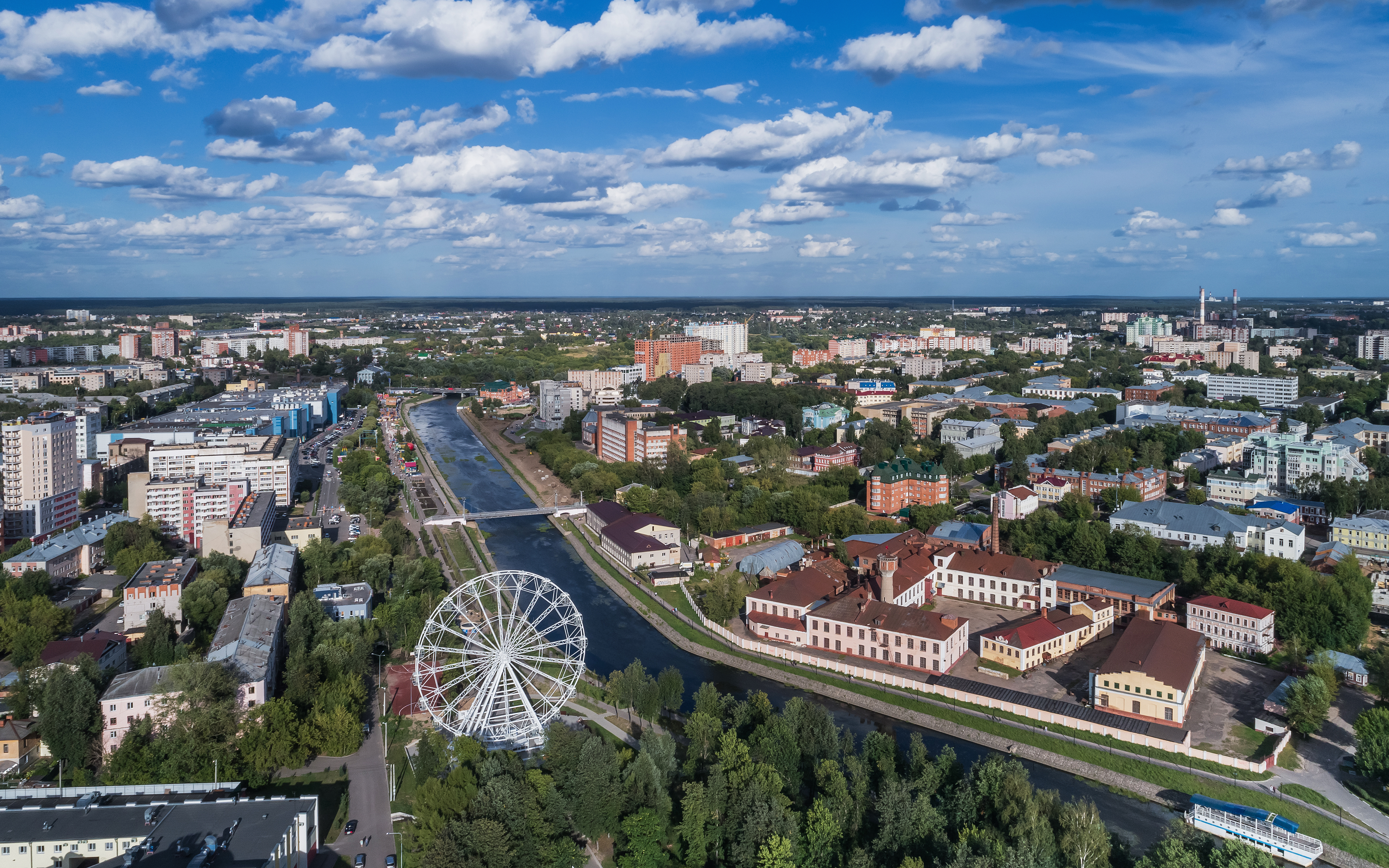
Ivanovo

Ivanovo (Russisch: Иваново) is een stad in Rusland, hoofdstad van de gelijknamige oblast en gelegen aan de rivier de Oevod, zo'n 250 kilometer ten noordoosten van Moskou. Tot 1932 heette de stad Ivanovo-Voznesensk.
Ivanovo staat traditioneel bekend als de textielhoofdstad van Rusland. Omdat de meeste textielarbeiders vrouwen zijn, wordt Ivanovo ook wel "stad der bruiden" genoemd.

## Geschiedenis
Ivanovo werd in 1561 voor het eerst vermeld en had zich in de 17e eeuw ontwikkeld tot handelscentrum. Tsaar Peter de Grote beval in 1710 tot de oprichting van textielbedrijven. In 1871 fuseerde Ivanovo met de industriële nederzetting Voznesenski Posad en kreeg de status van stad.
Aan het begin van de 20e eeuw wedijverde Ivanovo met Łódź (toen ook onderdeel van het Russische Rijk) om de titel van grootste textielproductiecentrum in Europa en werd het "Russisch Manchester" genoemd. De leefomstandigheden van de arbeiders waren schrijnend en leidden regelmatig tot stakingen. De eerste sovjet in de wereld werd in 1905 in Ivanovo opgericht.

## Economie
De textielindustrie is nog altijd de belangrijkste economische sector, maar ook chemische industrie en machinebouw zijn in de stad vertegenwoordigd. De burgerluchthaven van de stad, Joezjnyj ("Zuid"), is nu geopend na een lange uitschakeling. Ivanovo beschikt over een spoorwegstation en een autobusstation met regelmatige verbindingen met verschillende steden, vooral in Centraal-Rusland.

## Onderwijs en cultuur
In Ivanovo bevinden zich onder andere een operatheater, een katoenmuseum en een museum voor beeldende kunst, waar vele iconen te bewonderen zijn. Ook beschikt de stad over een behoorlijk aantal instellingen voor hoger onderwijs:
- Staatsacademie voor architectuur en bouwkunde Ivanovo
- Medische Staatsacademie Ivanovo
- Staatsacademie voor landbouw Ivanovo
- Staatsacademie voor textiel Ivanovo
- Staatsuniversiteit Ivanovo
- Staatsuniversiteit voor chemie en technologie Ivanovo
- Staatsuniversiteit voor energetica Ivanovo

## Bezienswaardigheden
In de stad zijn zowat alle architectuurstromingen vanaf de barok aan te treffen. Bijzonder is het grote aantal gebouwen in de stijl van het constructivisme, waartoe onder andere het operatheater behoort. Ook de jugendstil is in Ivanovo rijkelijk aanwezig. In de stad huisden vroeger veel adellijke families, waardoor er talrijke paleizen en villa's te vinden zijn.

## Geboren in Ivanovo
- Sergej Netsjajev (1847-1882), revolutionair
- Andrej Boebnov (1883-1938/1940), revolutionair
- Nathalie Sarraute (1900-1999), Russisch-Frans schrijfster
- Margarita Nikolajeva (1935-1993), turnster
- Alla Boetova (1950-2016), schaatsster
- Tatjana Dmitriejeva (1951-2010), arts, psychiater en politica
- Vladimir Lisin (1956), staalfabrikant
- Elena Sadina (1970), beiaardier, volksmuzikante en docente
- Jelena Sochrjakova (1990), schaatsster

Aleksandrov · Bogoljoebovo · Gorochovets · Goes-Chroestalny · Ivanovo · Jaroslavl · Joerjev-Polski · Kaljazin · Kideksja · Kostroma · Moerom · Moskou · Oeglitsj · Palech · Pereslavl-Zalesski · Pljos · Rostov · Rybinsk · Sergiev Posad · Soezdal · Toetajev · Vladimir